# سيحان (تركيا)
سيحان هي منطقة سكنية تقع في محافظة أضنة في تركيا وبلغ عدد سكانها 723,277 نسمة حسب إحصائيات عام 2010م.
وهي مسماة على اسم النهر الشهير الذي يمر من خلالها, وهو نهر سيحان وهو من الأنهار الأربعة التي ورد ذكرها في الحديث الشريف أنها من الجنة.
عن أبي هريرة قال: قال رسول الله -صلى الله عليه وسلم-: "سيحان وجيحان والفرات والنيل كل من أنهار الجنة"
صحيح مسلم (2839)